# Kanton Lézignan-Corbières
Der Kanton Lézignan-Corbières war bis 2015 ein französischer Wahlkreis im Département Aude und in der Region Languedoc-Roussillon. Er umfasste 18 Gemeinden im Arrondissement Carcassonne; sein Hauptort (frz.: chef-lieu) war Lézignan-Corbières. Bei den landesweiten Änderungen in der Zusammensetzung der Kantone im März 2015 wurde ein Teil seiner Mitgliedsgemeinden dem neuen Kanton Le Lézignanais zugeordnet.
Der Kanton war 262,10 km2 groß und hatte 23.280 Einwohner (Stand 2012).

## Gemeinden
| Gemeinde                   | Einwohner (Stand: 2022) | Code postal | Code Insee |
| -------------------------- | ----------------------- | ----------- | ---------- |
| Argens-Minervois           | 375                     | 11200       | 11013      |
| Boutenac                   | 739                     | 11200       | 11048      |
| Camplong-d’Aude            | 385                     | 11200       | 11064      |
| Castelnau-d’Aude           | 494                     | 11700       | 11077      |
| Conilhac-Corbières         | 947                     | 11200       | 11098      |
| Cruscades                  | 940                     | 11200       | 11111      |
| Escales                    | 497                     | 11200       | 11126      |
| Fabrezan                   | 1254                    | 11200       | 11132      |
| Ferrals-les-Corbières      | 1267                    | 11200       | 11140      |
| Fontcouverte               | 574                     | 11700       | 11148      |
| Homps                      | 604                     | 11200       | 11172      |
| Lézignan-Corbières         | 10.855                  | 11200       | 11203      |
| Luc-sur-Orbieu             | 1159                    | 11200       | 11210      |
| Montbrun-des-Corbières     | 340                     | 11700       | 11241      |
| Montséret                  | 620                     | 11200       | 11256      |
| Ornaisons                  | 1097                    | 11200       | 11267      |
| Saint-André-de-Roquelongue | 1400                    | 11200       | 11332      |
| Tourouzelle                | 493                     | 11200       | 11393      |

## Bevölkerungsentwicklung
| 1962   | 1968   | 1975   | 1982   | 1990   | 1999   | 2006   | 2012   |
| ------ | ------ | ------ | ------ | ------ | ------ | ------ | ------ |
| 15.998 | 17.192 | 16.285 | 16.002 | 16.905 | 17.924 | 20.498 | 23.280 |